# Hornschuchia citriodora
Hornschuchia citriodora är en kirimojaväxtart som beskrevs av David Mark Johnson. Hornschuchia citriodora ingår i släktet Hornschuchia och familjen kirimojaväxter. Inga underarter finns listade i Catalogue of Life.